# José Ornelas Carvalho
José Ornelas Carvalho SCI (ur. 5 stycznia 1954 w Porto da Cruz) – portugalski duchowny rzymskokatolicki, sercanin, biskup diecezjalny Setúbal w latach 2015–2022, biskup diecezjalny Leiria-Fátimy od 2022.

## Życiorys
Święcenia kapłańskie otrzymał 9 sierpnia 1981 w zgromadzeniu sercanów. Był m.in. wicerektorem i prefektem studiów zakonnego seminarium w Alfragide, wykładowcą Katolickiego Uniwersytetu Portugalii, a także wiceprzełożonym i przełożonym portugalskiej prowincji zakonnej. W latach 2003–2015 był przełożonym generalnym Zgromadzenia Księży Najświętszego Serca Jezusowego.
24 sierpnia 2015 papież Franciszek mianował go ordynariuszem diecezji Setúbal. Sakry udzielił mu 25 października 2015 kardynał Manuel Clemente. Od 2020 przewodniczący Konferencji Episkopatu Portugalii.
28 stycznia 2022 tenże sam papież przeniósł go na urząd ordynariusza diecezji Leiria-Fátima. Urząd objął 13 marca 2022.